# Ерна Бергер
Ерна Бергер (Дрезден, 19. октобар 1900 — Есен, 14. јун 1990) била је немачкa оперска певачица (сопран). Била је најпознатија по својој изведби Краљице ноћи и Констанце.

## Каријера
Рођена у Дрездену у Немачком царству, Бергер је провела неколико година као дете у Индији,  Бразилу и Парагвају. У Парагвају је касније радила као службеница и професорка клавира, пре него што је позајмила довољно новца за пут назад у Немачку. Са 26 година, обезбедила је позицију сопрана у Опери Земпер у Дрездену, где је имала свој први успех као Ханелa у опери Пола Гренера заснованoj на драми Герхарта Хауптмана Успење Ханеле. Касније је била првакиња у Бечкој државној опери, Берлинској државној опери (1934–1946) и Немачкој опери у Берлину. Одржала је концерте у Јапану, Сједињеним Државама и Аустралији. Била је на Гебелсовој листи богу милих (Gottbegnadeten) као уметница од великог значаја за нацистичку државу.

## Опус
Њен опус садржи комплетне снимке Чаробне фруле (као Краљице ноћи, дириговао сер Томас Бичем, 1937–1938), и Риголета, са Јаном Пирсом и Леонардом Вореном, под диригентском палицом Рената Челинија (1950). Бергер се појавила у Метрополитен опери током сезона 1949/50 и 1950/51, у Дер Розенкавалиру (Витез руже) наспрам Еленор Стебер и Рисе Стивенс, под диригентском палицом Фрица Рајнера и у режији Херберта Графа. Појавила се још у Риголету (са Вореном и Енцом Машеринијем), у Чаробној Фрули и Севиљском берберину (са Ђузепеом Валденгом). Такође је певала Воглинду и дала глас шумској птици у Прстену Нибелунга, где се још мењала као Бруннхилда са Кирстен Флагстад и Хелен Траубел.
Певала је улогу Зерлине у опери Дон Ђовани на Салцбуршком фестивалу 1954. године под диригентском палицом Вилхелма Фуртвенглера, коју је снимио Пол Цинер и издао на ДВД формату Дојче Грамофон. Често је наступала са немачким пијанистом Себастијаном Пешком.

## Касније године и смрт
Упркос годинама, Бергер није изгубила чистоћу, снагу и леп тон свог гласа. Иако се повукла са оперске сцене 1955. године, наставила је да пева на рециталима све до својих 60-их година, дајући свој последњи рецитал песме у Минхену 1968. Године 1980, на прослави свог осамдесетог рођендана уживо је певала на немачкој телевизији Шубертову На заласку сунца са дирљивом преданошћу и финим, топлим квалитетом“.
Између 1960. и 1971. Бергер је предавала у Хамбургу и Есену. Њене колеге су је веома поштовале; као што је Фуртвенглер рекао: 'Она је музика, скроз… најбоља'. Умрла је у Есену 1990. године у 89. години живота. Сахрањена је у Средишњем гробљу у Бечу. Године 1992. улица Бестлајнштрасе у Дрездену је преименована у Ерна-Бергер-штрасе у њену част.

## Изабрана филмографија
- Завршни акорд (Schlußakkord, 1936)
- Аве Марија (Ave Maria, 1936, извођење Травијате)
- Марија Илона (Maria Ilona, 1939)
- Оперски бал (Opera Ball, 1939, вокал)[5]
- Фалстаф у Бечу (Falstaff in Vienna, 1940)
- Шведски славуј (The Swedish Nightingale, 1941, вокал)
- Кога воле богови (Whom the Gods Love, 1942)
- Имензе (Immensee, 1943, вокал)
- Фигарова женидба (The Marriage of Figaro, 1949, вокал као Сузана)
- Дон Ђовани (1955, режија Паул Цзинер, као Зерлина)